# Jenny Dufau
Pour les articles homonymes, voir Dufau.
Jenny Dufau (née Eugénie-Hélène Dufau à Rothau le 18 juillet 1877 et morte à Pau le 29 août 1924) est une artiste lyrique française qui a connu le succès à Chicago.

## Biographie
Jenny Dufau est née le 18 juillet 1877 à Rothau, Alsace-Lorraine. Elle étudie à Berlin avec Etelka Gerster en 1901 et Mathilde Marchesi, Paul Vidal et A Selva. Elle fait ses débuts en 1906 à Weimar, dans le rôle de la reine de Navarre dans Les Huguenots au théâtre de la Cour grand-ducale de Weimar, où elle reste jusqu'en 1908.
Désireuse de commencer une carrière en Italie, elle s'installe à Milan  en 1910 où elle étudie avec Alessandro Guagni-Benvenuti (1844-1927). Elle commence sa carrière en 1910, en Italie, au Teatro Vittorio Emanuele II à Ancône dans le rôle de Philine dans Mignon. En 1910 et 1911, elle se produit dans différents opéras italiens et au Théâtre Royal d’Athènes. Elle chante à L'Opéra Royal à Berlin en 1910, dans le rôle de Marguerite dans Carmen, Sophie dans Werther et Marguerite dans Faust au Théâtre Lyrique de Bucarest en avril 1911.
Fin 1911, elle part aux États-Unis, engagée par la Compagnie de l'Opéra de Boston (en). Elle crée le rôle de Fairy/La Fée dans la première américaine de Cendrillon de Massenet en décembre 1911. Elle joue les rôles d'Olympia, Antonia et Giulietta dans Les Contes d'Hoffmann en février 1912 ; Micaëla dans  Carmen en décembre 1912. À Chicago, Dufau est soprano solo, surnommée la « plus petite soprano ». Elle se produit dans des opéras tels que La Walkyrie en février 1913 à Los Angeles, Le Barbier de Séville, et I gioielli della Madonna (en) d'Ermanno Wolf-Ferrari. Elle chante avec la Chicago Grand Opera Company durant la saison 1913-1914.
En mars 1914, elle chante le rôle-titre dans Manon de Massenet, pour la Compagnie de l'Opéra de Boston (en).
En 1916, Dufau change son centre intérêt pour des concerts à l'échelle nationale, notamment au Festival de Ravinia (en), au Hamilton Park concert series, au  Orchestra Hall (en) à Chicago, à Boston. Le compositeur américain Frank La Forge (en) écrit des chansons pour elle, qu'elle chante lors de ces concerts. Lors d'un récital en 1917 à l'Orchestra Hall, elle chante La Marseillaise comme d'habitude, suivi d'un programme éclectique de chansons russes, suédoises et françaises, ainsi que de nouvelles chansons écrites pour elle par Frank LaForge.
Jenny Dufau a également participé à l'éclosion d'un art appelé Ciné-concert, dans lequel elle chante avec les films muets. En 1916, elle chante avec le film The Law Decides.

Dufau retourne en Europe après la fin de la Première Guerre mondiale. Elle joue, en 1918, au Théâtre Royal de Madrid, Le Barbier de Séville. Elle donne une représentation de Lucia di Lammermoor au Théâtre Toselli de Coni. En 1920, elle est membre de la troupe du Grand-Théâtre de Strasbourgdirigé par Henri Villefranck. Le 30 novembre 1921, elle donne un récital à la salle Gaveau à Paris. Le critique de Comoedia écrit : 
« Mme Jenny Dufau est un soprano léger d'une grande pureté de voix. Son chant est facile. Elle escalade en se jouant les sommets de sa tessiture, y reste sans nous infliger aucun vertige et quitte ces hauteurs pour un autre registre avec une aimable sûreté. De très bonnes choses dans les pièces de Rameau et de l'école italienne chantées par elle. Elle s'y montre fort habile musicienne. »
— Paul Le Flem
Elle est décédée le 29 août 1924 à Pau.